# Aphilopota intensa
Aphilopota intensa är en fjärilsart som beskrevs av Louis Beethoven Prout 1954. Aphilopota intensa ingår i släktet Aphilopota och familjen mätare. Inga underarter finns listade i Catalogue of Life.